# Янь Цзыбэй
Янь Цзыбэ́й (кит. упр. 闫子贝, пиньинь Yán Zǐbèi, род. 12 октября 1995 года) — китайский пловец, призёр Олимпийских игр 2020 года, чемпион мира 2023 года, двукратный чемпион Азиатских игр. Участник летних Олимпийских игр 2016 года. Специализируется в плавание брассом.

## Карьера
Янь Цзыбэй впервые участвовал в Олимпийских играх в 2016 году. Он принял участие в классификационном этапе мужчин 100 метров брассом. Он занял 28-е место с результатом 1:00.88 секунд и не смог оформить выход в полуфинал.
На чемпионате мира 2017 года в Будапеште в составе смешанной эстафетной команды Китая завоевал бронзовую медаль в комплексном заплыве 4Х100 метров.
В Джакарте на Азиатских играх 2018 года в составе двух эстафетных гонок стал чемпионом, а в индивидуальных заплывах на 50 и 100 метров брассом завоевал серебряные медали.   
На чемпионате мира 2019 года в корейском Кванджу завоевал бронзовую медаль на дистанции 100 метров брассом, уступив победителю Адаму Пити 1,49 секунды.